# Miescheid
Miescheid ist ein Ortsteil der Gemeinde Hellenthal im Kreis Euskirchen, Nordrhein-Westfalen.
Der Ortsteil liegt südwestlich von Hellenthal zwischen Miescheiderheide und Udenbreth. Die Verbindungsstraßen des Orts bestehen nur aus Gemeindestraßen. Am Ortsrand liegen der Eichertberg (646 m) und der Rauher Berg (627,7 m). Nördlich der Ortschaft fließt der Spillpertssiefen, südlich der Missebach, beides Zuflüsse des Prether Bachs.
Seit 1971 gibt es einen Kindergarten im Ort. Er steht in der Trägerschaft der Gemeinde.

Miescheid
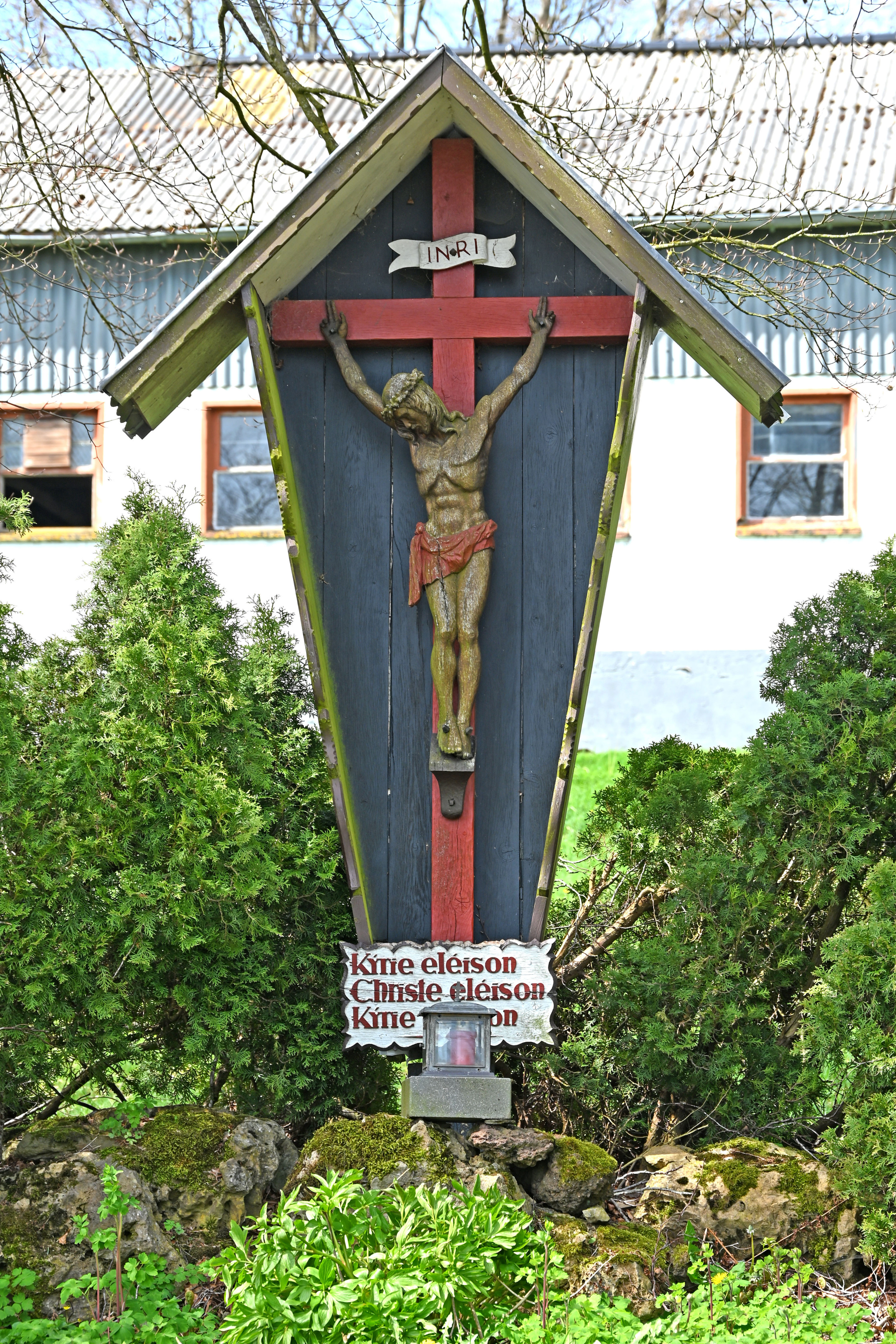
Wegekreuz
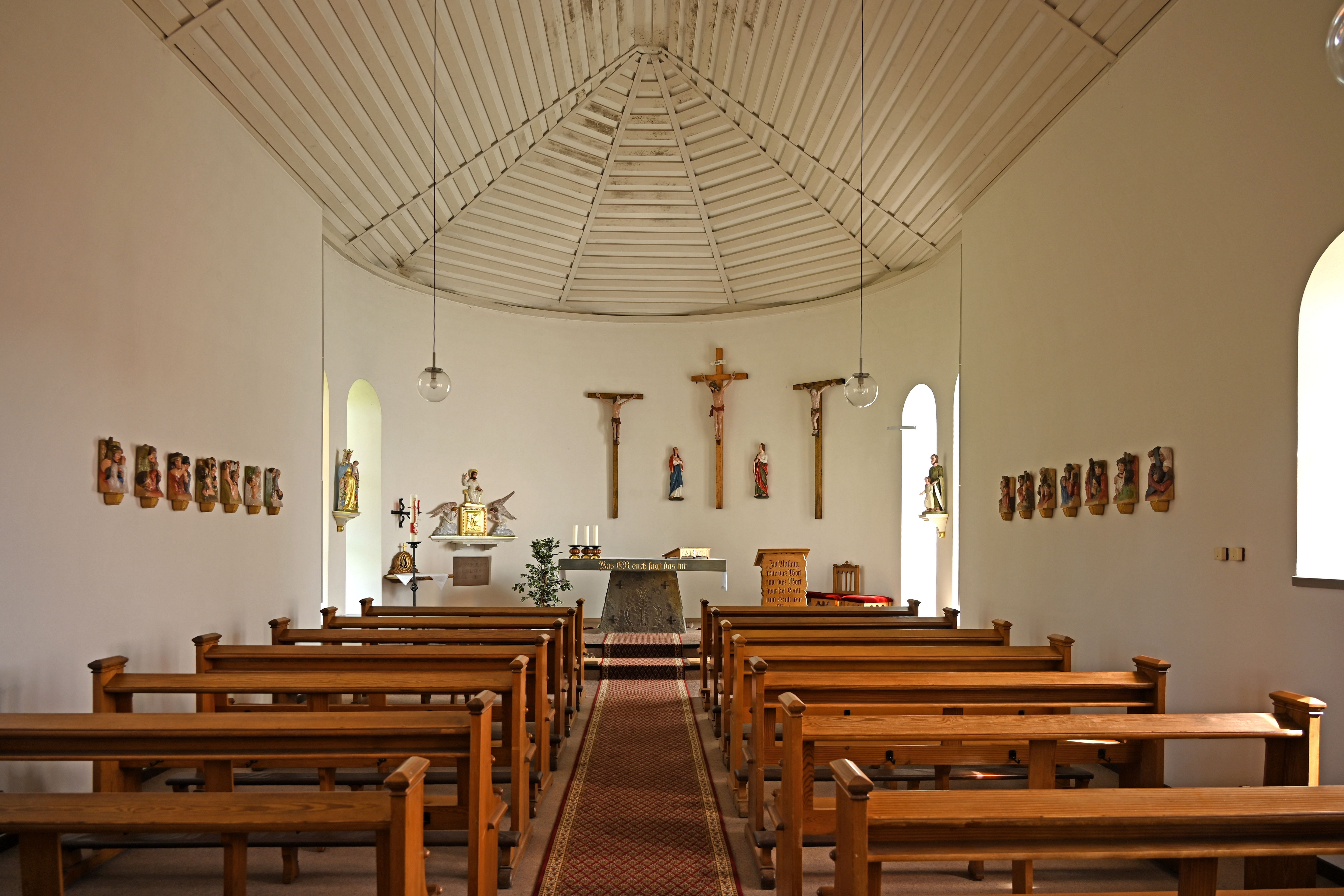
Marienkapelle
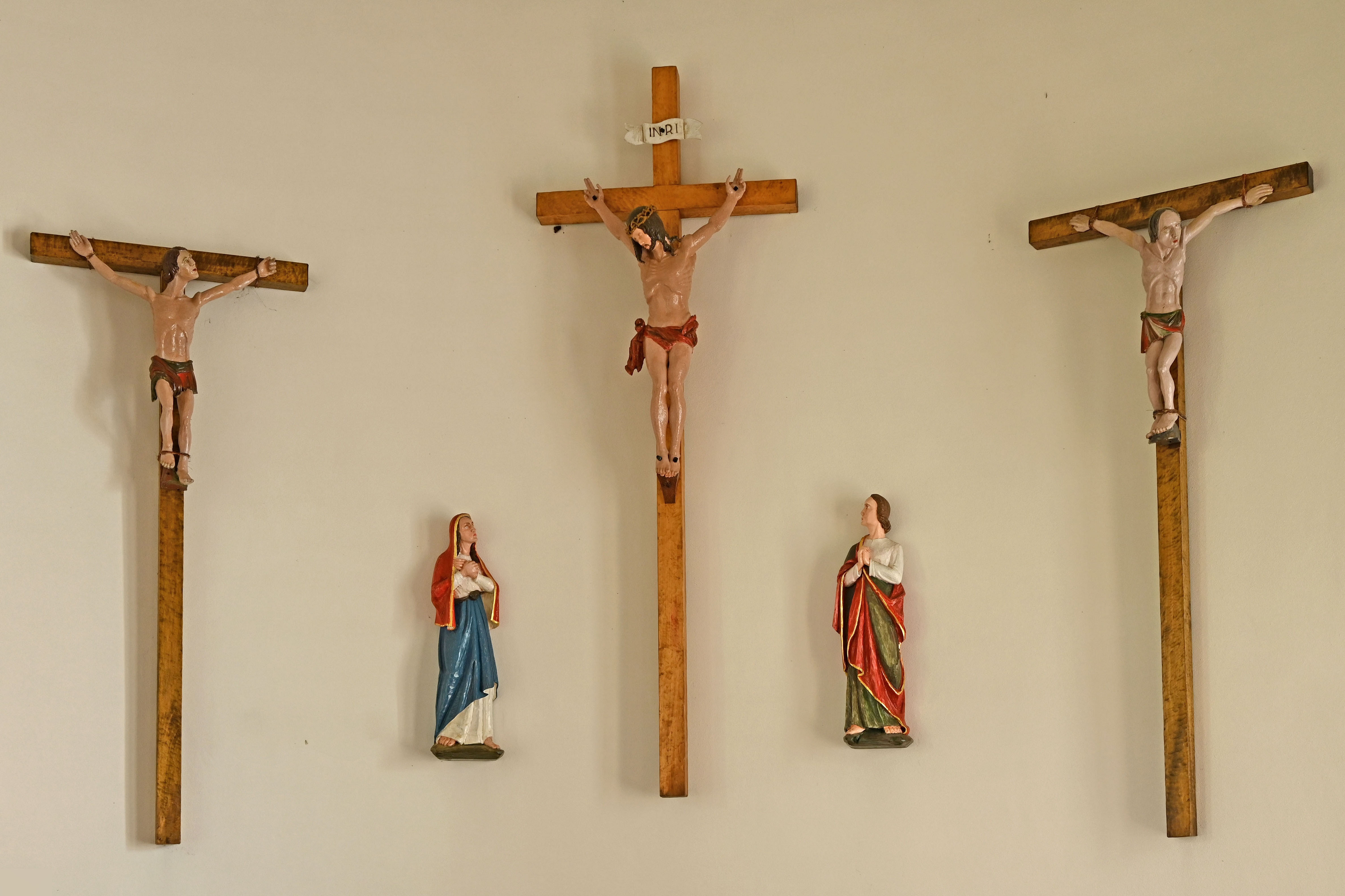
Kreuzigungsgruppe
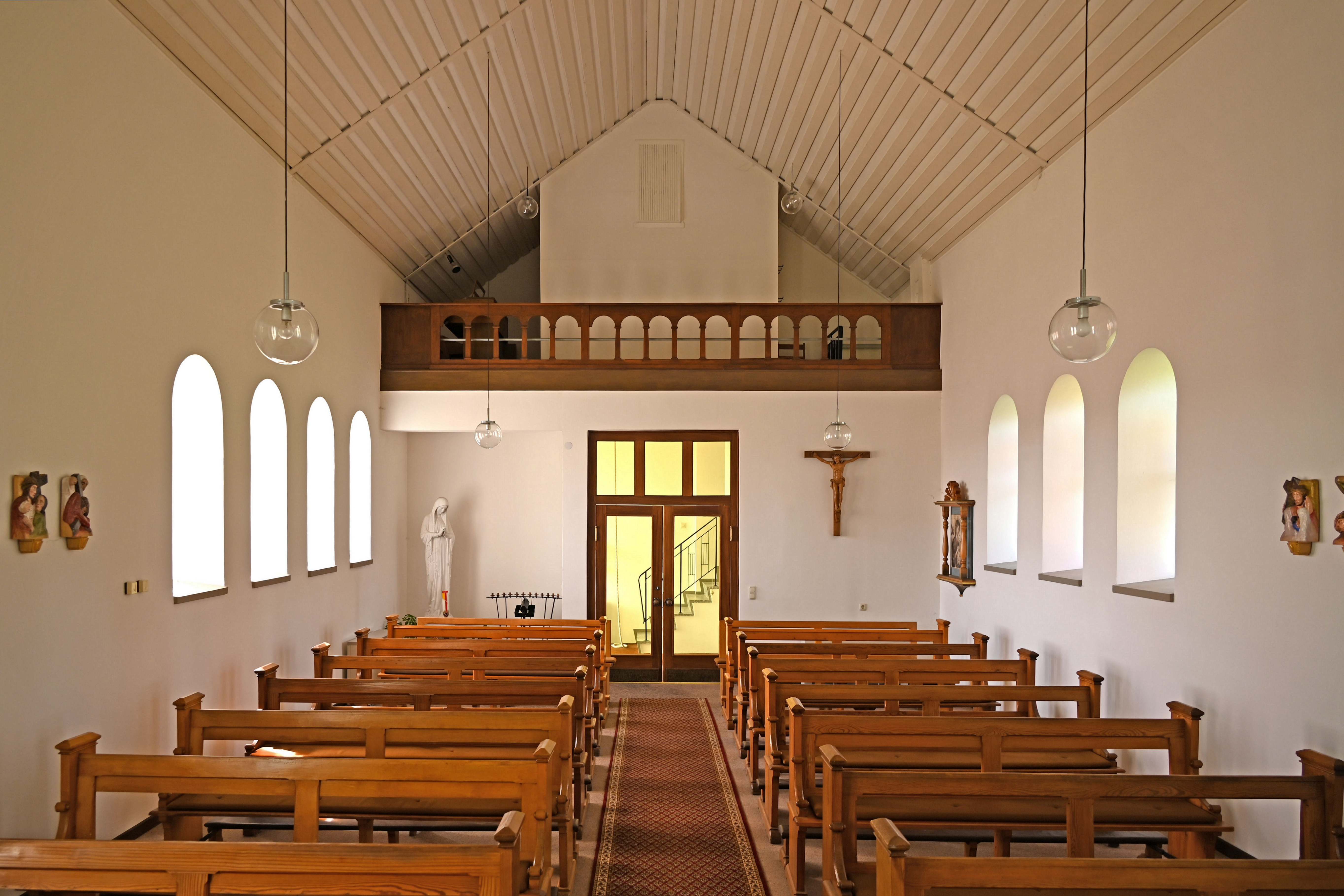
Blick zur Empore
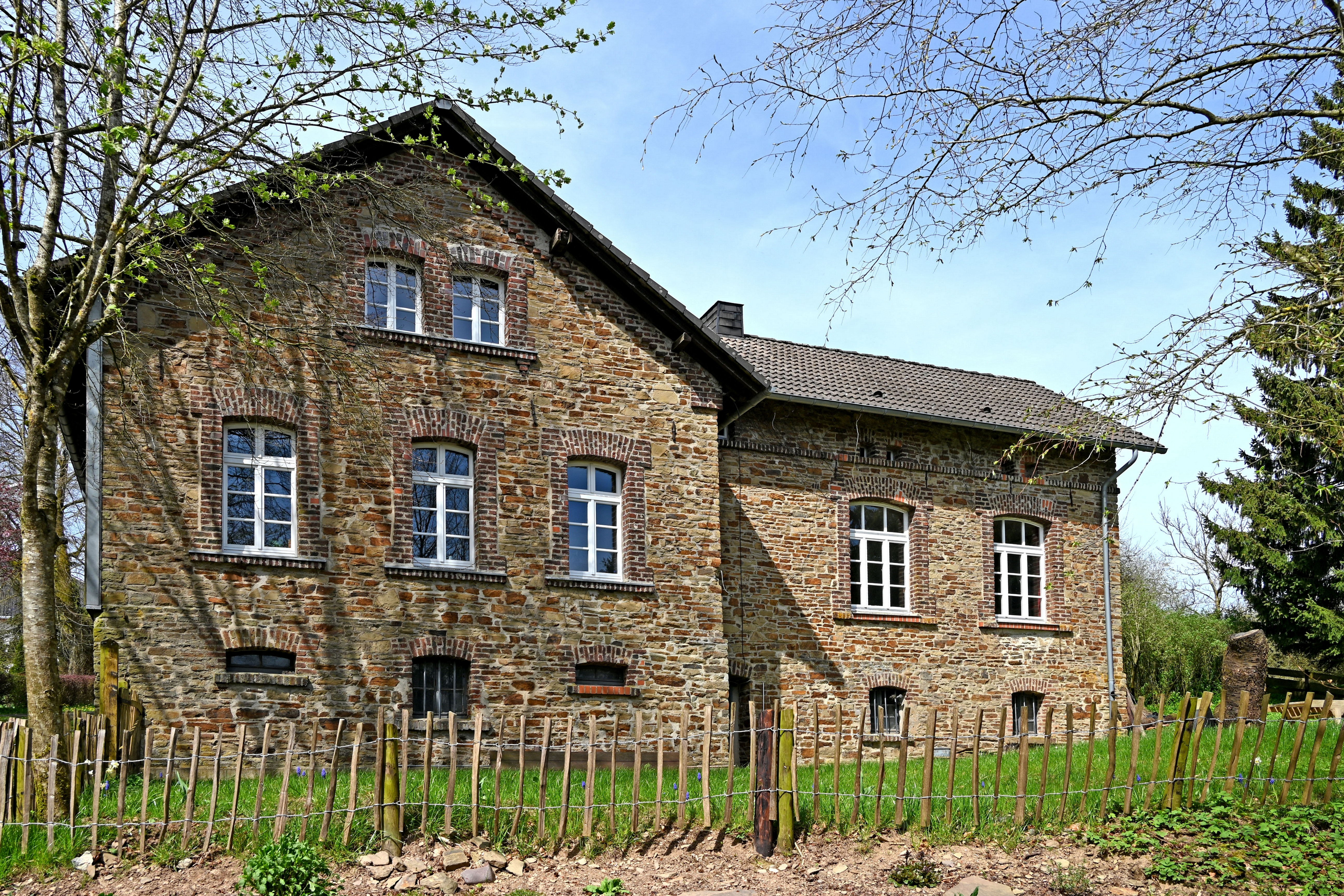
Ehemalige Schule

Die VRS-Buslinie 839 der RVK verbindet den Ort, überwiegend als TaxiBusPlus nach Bedarf, mit seinen Nachbarorten und mit Hellenthal.
| Linie | Verlauf |
| ----- | --- |
| 839   | MiKE (außer im Schülerverkehr): Hellenthal Busbf – Platiß – (Unterpreth –) Hollerath – Ramscheid – Ramscheiderhöhe – (Miescheid –) Udenbreth – Losheimergraben – Losheim – Kehr |